# Punta Mariato

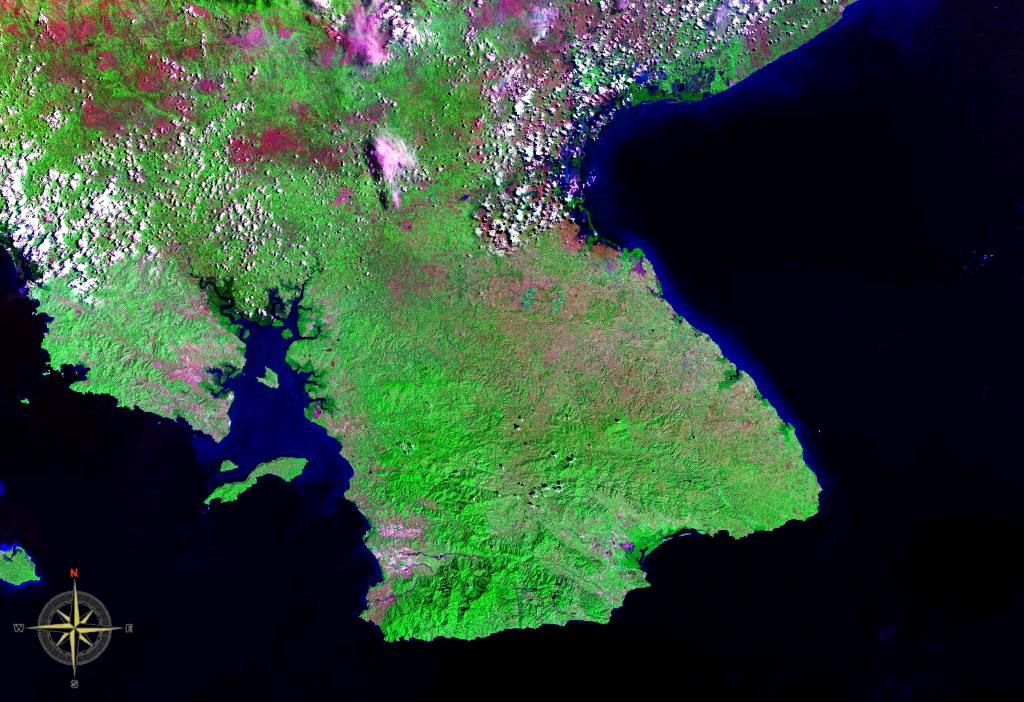
Die Azuero-Halbinsel aus dem Weltraum, Punta Mariato im Südwesten

Punta Mariato, deutsch Kap Mariato, ist ein Kap am Pazifischen Ozean in Panama. Es bildet die Südspitze des nordamerikanischen Kontinents. Der Name taucht bereits 1682 in den Aufzeichnungen Basil Ringroses auf.
Das Kap befindet sich im Südwesten der Halbinsel Azuero, die im westlichen Teil Panamas liegt. Es gehört administrativ zur Provinz Veraguas sowie zum Distrikt Mariato. Das nächstgelegene Dorf ist Arenas 18 km nördlich mit etwa hundert Häusern. El Cortezo, 36 km nordöstlich, hat etwa 700 Einwohner. Der nächste größere Ort ist die Provinzhauptstadt Las Tablas in 90 km Entfernung.
Punta Mariato liegt nahe der südwestlichen Spitze der Halbinsel auf 7,2040° nördlicher Breite. Tatsächlich befindet sich eine die Landspitze La Puerca 8 km östlich (bei 7,2032° N, 80,7999° W) etwa 85 m weiter südlich und bildet den südlichsten Landpunkt des nordamerikanischen Festlandes. Es befindet sich innerhalb des als UNESCO-Biosphärenreservat ausgewiesenen Nationalparks Cerro Hoya. Es gibt keine Straßen in der Region, an der bergigen Küste am Kap befinden sich Mangroven und tropischer Regenwald. Die Küste ist bei Surfern und Hobbyfischern beliebt.
In der Nähe des Kaps befindet sich der 12 m hohe Punta-Mariato-Leuchtturm. Es handelt sich um einen pyramidenförmigen Skelettturm aus weiß gestrichenem Metall mit quadratischer Betonbasis. Er sendet alle 30 Sekunden ein Signal mit einer Reichweite von 21 Seemeilen (39 km). Der Leuchtturm ist nur per Schiff erreichbar.